# 技術採用生命週期

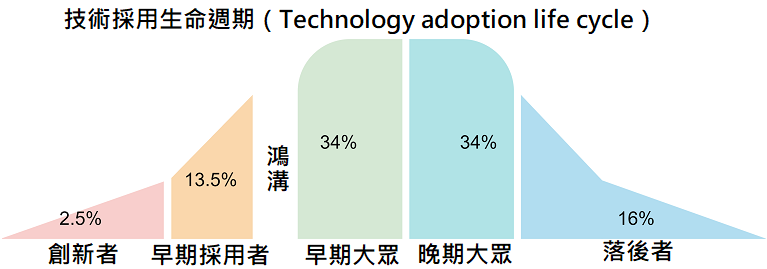
技術採用生命週期（Technology adoption life cycle）的中文翻譯

技術採用生命週期是一種社會學的正态分布（鐘形曲線）模型。該模型將消費者採用新技術的過程分成5種階段，第一个使用新产品的群体称为创新者（約2.5%），下一个群体称为早期采用者（約13.5%）。 在他们旁边是早期多数派（約34%）和后期多数派（約34%），最终将采用该产品的最后一组称为落后者（約16%）。
例如，如果没有其他方法可以执行所需的任务，落后者只会使用云服务，但落后者可能没有关于如何使用该服务的深入技术知识。